# Saint-Privat-de-Vallongue
 Saint-Privat-de-Vallongue  es una población y comuna francesa, situada en la región de Languedoc-Rosellón, departamento de Lozère, en el distrito de Florac y cantón de Saint-Germain-de-Calberte.

## Demografía
| 345 | 277 | 242 | 198 | 255 | 249 |
| Para los censos de 1962 a 1999 la población legal corresponde a la población sin duplicidades (Fuente: INSEE [Consultar]) |     |     |     |     |     |